# Рудольф III (маркграф Хахберг-Заузенберга)
Рудольф III фон Хахберг-Заузенберг (нем. Rudolf III von Hachberg-Sausenberg, около 1343—1428) — маркграф Хахберг-Заузенберга, правивший в период с 1352 по 1428 годы. Поскольку ему удалось значительно увеличить территорию маркграфства, Рудольф III считается самым значительным правителем из рода Хахберг-Заузенберг.
Рудольф III был единственным сыном маркграфа Рудольфа II и Катарины фон Тирштайн (нем. Katharina von Thierstein). Он наследовал своему отцу в 1352 году в возрасте десяти лет, вследствие чего управление изначально переняли его родственники Отто I (до 1358 года) и Вальрам фон Тирштайн-Пфеффинген (до 1364 года); с 1364 по 1384 годы Рудольф III правил совместно со своим дядей Отто I, передавшим ему свою часть ландграфства Заузенберг.
Вероятно, в ходе устранения последствий разрушительного базельского землетрясения в 1360-х и в конце 1380-х годов значительным перестройкам подверглась маркграфская резиденция — замок Рёттельн. Кроме того, по инициативе Рудольфа III в 1401 году в Рёттельне была освящена приходская церковь св. Галла, ставшая также местом захоронения маркграфа и его второй жены.

## Семья
Рудольф III был дважды женат: при этом первый брак с Адельгейдой фон Лихтенберг (нем. Adelheid von Lichtenberg), скончавшейся 28 апреля 1378 года, оказался бездетным; второй брак с Анной Фрайбург-Нойенбургской (нем. Anna von Freiburg-Neuenburg, 1374—1427) — дочерью графа Эгино III Фрайбургского, принёс ему 13 детей, из которых в 1407 году в живых оставались:
- Отто (1388—1451), в 1410 году занявший епископскую кафедру в Констанце,
- Верена (род. 1391) — позднее замужем за Генрихом V фон Фюрстенбергом,
- Рудольф младший (1393—1419),
- Агнес — монахиня в базельском монастыре св. Клары,
- Катарина (ум. 1419) — монахиня в базельском монастыре св. Клары,
- Анна (ум. 1419) — монахиня в базельском монастыре св. Клары,
- Маргарете (ум. 1419) — монахиня в базельском монастыре св. Клары ,
- Вильгельм (около 1406—1482) — маркграф Хахберг-Заузенберга в 1428—1441 годах.

Согласно сведениям Рёттельнской хроники четверо скончавшихся в 1419 году детей Рудольфа III пали, скорее всего, жертвой эпидемии чумы.